# Mason Gamble
Pour l’article homonyme, voir Gamble.
Mason Gamble est un acteur américain né le 16 janvier 1986 à Chicago, Illinois (États-Unis).

## Filmographie
- 1993 : Denis la Malice (Dennis the Menace) : Dennis Mitchell
- 1996 : Demain à la Une : Bryce Porter (1 épisode)
- 1996 : Just in Time : Noah
- 1996 : Agent zéro zéro (Spy Hard) de Rick Friedberg : McCluckey
- 1996 : Pleine lune (Bad Moon) : Brett
- 1997 : série Urgences (saison 3 épisode 15) « Robert »
- 1997 : Bienvenue à Gattaca (Gattaca) : Vincent Freeman - Boy
- 1998 : Rushmore : Dirk Calloway
- 1999 : Arlington Road : Brady Lang
- 1999 : Anya's Bell (TV) : Scott Rhymes
- 2001 : A Gentleman's Game : Timmy Price
- 2001 : Kate Brasher (série TV) : Elvis Brasher
- 2001 : The Rising Place : Franklin Pou (Âge 12)
- 2005 : The Trouble with Dee Dee : Christopher Rutherford